# Wilhelm von Douglas
Wilhelm Ludwig Karl Graf von Douglas (* 8. Februar 1849 in Genf; † 22. April 1908 in Gondelsheim) war ein deutsch-schwedischer Gutsbesitzer und Mitglied des Deutschen Reichstags.

## Leben
Wilhelm von Douglas war der älteste Sohn des schwedischen Adligen Carl Israel Douglas und dessen Frau Louise Katharina Gräfin von Langenstein und Gondelsheim, eine uneheliche Tochter des badischen Großherzogs Ludwig. Sein jüngerer Bruder war der spätere schwedische Reichsmarschall und Außenminister Ludvig Douglas.
Er besuchte zuerst Schulen in der Schweiz (Hofwyhl), dann in Cannstatt, Stuttgart und ab 1867 das Polytechnikum in Karlsruhe. Ende 1869 trat er beim 20. Dragoner-Regiment ein und machte den Krieg 1870/71 als Lieutenant mit und wurde Ritter des Eisernen Kreuzes. 1872 wurde er zum Regiment der Gardes du Corps versetzt und trat 1880 zu den Reserveoffizieren des Regiments. Danach widmete er sich der Verwaltung seiner Güter Gondelsheim und Langenstein bei Stockach. Er war Mitglied der Kreisversammlungen der Kreise Konstanz und Karlsruhe sowie Ausschussmitglied der Deutschen Landwirtschafts-Gesellschaft seit 1886.
Von Januar 1888 bis 1898 war er Mitglied des Deutschen Reichstags für den Wahlkreis Baden 13 (Bretten, Sinsheim) und die Deutschkonservative Partei.